# Périers-sur-le-Dan

Périers-sur-le-Dan este o comună în departamentul Calvados, Franța. În 1 ianuarie 2022 avea o populație de 581 de locuitori.